# Процес Пенроуза
Процес Пенроуза (також механізм Пенроуза) теоретична концепція в області квантової фізики, розроблена Роджером Пенроузом, за допомогою якої можна отримати енергію з обертальної чорної діри.  Процес використовує переваги ергосфери — еліпсоїдальної ділянки викривленого простору навколо горизонту подій, яка обертається швидше за швидкість світла (з точки зору зовнішнього спостерігача будь-яка речовина всередині змушена рухатися в напрямку обертання чорної діри).

Траєкторії тіл у процесі Пенроуза.

Максимальний можливий приріст енергії для розпаду однієї частинки за класичним процесом Пенроуза становить 20,7% від її маси у випадку незарядженої чорної діри (за припущення максимального обертання чорної діри). Оскільки енергія береться від обертання чорної діри, існує обмеження на те, скільки енергії можна отримати за допомогою процесу Пенроуза та подібних теорій (наприклад для незарядженої чорної діри лише не більше 29% від її початкової маси; більша ефективність можлива для заряджених обертальних чорних дір).

## Історія
Незабаром після відкриття метрики Керра в 1963 році, стало зрозуміло, що поза горизонтом подій чорної діри існує область, де жоден часоподібний спостерігач не може залишатися нерухомим. 1969 році Роджер Пенроуз довів, що частинки в цій області ергосфери можуть мати від'ємну енергію, виміряну спостерігачем на нескінченності. У 1971 році Пенроуз запропонував спосіб вилучення енергії з чорної діри іншими способами. На відміну від процесу Блендфорда-Знаєка, який спирався на магнетизм, процес Пенроуза спирався на збереження імпульсу. Подібно до процесу Блендфорда-Знаєка, енергія витягується з обертання чорної діри, таким чином обмежуючи тривалість життя цього об'єкта. У точці, де чорна діра перестане обертатися, вона перестане бути джерелом енергії через цей процес. Тим не менш, з цим процесом є проблеми. Сам Пенроуз у своїй власній статті казав, що метод неймовірно неефективний, хоча пізніші розрахунки Чандрасекара в 1983 році показали, що теоретична ефективність може досягати 20% додаткової отриманої енергії.

## Деталі ергосфери
Зовнішня поверхня ергосфери - це поверхня, на якій світло, що рухається в напрямку, протилежному обертанню чорної діри, залишається у фіксованій кутовій координаті, згідно з зовнішнім спостерігачем. Оскільки масивні частинки обов’язково рухаються повільніше ніж світло, вони обов’язково рухатимуться разом із обертанням чорної діри. Внутрішньою межею ергосфери є горизонт подій, гіперповерхня в просторі-часі, звідки світло не може потрапити до спостерігача.
Оскільки  всередині ергосфери навіть світло не може встигати за обертанням чорної діри, траєкторії нерухомих (з точки зору спостерігача) об’єктів стають схожими на простір, а не на час (що було б у нормальній матерії) . Математично, {\displaystyle dt^{2}} компонент метрики змінює свій знак всередині ергосфери. Це дозволяє матерії мати негативну енергію всередині ергосфери, доки вона рухається проти обертання чорної діри досить швидко (або, з точки зору спостерігача, достатньою мірою чинить опір тягненню). У квантовій фізиці поняття "негативна енергія" означає, що деякі системи можуть мати енергію, яка менше нуля. Це можливо завдяки тому, що в квантовому світі існує багато явищ, які не зустрічаються у класичній фізиці.
Завдяки цьому механізм Пенроуза дозволяє отримувати енергію. У загальному вигляді ідея полягає в тому, що об’єкт з негативною енергією (як електрон) може бути використаний для збільшення енергії іншого об’єкта. Це досягається за допомогою складного процесу, що включає квантові ефекти та інші явища. Механізм Пенроуза використовує це, занурюючись в ергосферу, скидаючи об’єкт, який отримав негативну енергію, і повертається з більшою енергією, ніж раніше.
Таким чином, обертальна енергія витягується з чорної діри, в результаті чого чорна діра обертається повільніше. Максимальна кількість енергії (на масу вкинутого об’єкта) витягується, якщо чорна діра обертається з максимальною швидкістю, об’єкт просто зачіпає горизонт подій і розпадається на пакети світла, що рухаються вперед і назад (перший вислизає від чорної діри, другий падає всередину).
У допоміжному процесі чорну діру можна розкрутити (збільшити швидкість її обертання), посилаючи частинки, які не розщеплюються, а натомість віддають увесь свій кутовий момент чорній дірі. Однак це не обернений процес Пенроуза, оскільки обидва збільшують ентропію чорної діри, кидаючи в неї матеріал.

## Додаткова інформація:
- Процес Блендфорда–Знаєка[en], одне з найкращих пояснень живлення квазарів
- Випромінювання Хокінга, випромінювання чорного тіла, яке, як вважають, випромінюють чорні діри через квантові ефекти
- Світське життя, науково-фантастичний фільм 2018 року, який містить місію з використання процесу
- Рева Кей Вільямс, астрофізик і перша людина, яка успішно розробила механізм Пенроуза для отримання енергії з обертової чорної діри для живлення квазарів
- black hole bomb[en] – Фізичний ефект при попаданні бозонного поля на чорну діру, що обертається